# سلسال الدم (مسلسل)
سلسال الدم هو مسلسل مصري صعيدي عُرض للمرة الأولى في عام 2013 وهو مكون من خمسة أجزاء أُذيع الأجزاء الخمسة منها حصريًا على إم بي سي مصر، تدور أحداثه في إحدى قرى نجع حمادى عام 1980 قبل مقتل الرئيس السادات بفترة قصيرة حيث كان هناك عمدة ظالم يمثله (رياض الخولي) وكان هناك امرأة (عبلة كامل) تدافع عن الحق وتقف في وجه الظلم والمسلسل يدور حول الصراع بين الخير والشر. 

## بطولة
- عبلة كامل بدور نصرة
- رياض الخولي بدور هارون
- فادية عبد الغني بدور زاهية
- رشوان توفيق حسين خال نصرة
- علا غانم بدور إخلاص
- أحمد سعيد عبد الغني بدور حمدان ج1 وج2 وج3
- منة فضالي بدور هنية
- راندا البحيري بدور عالية
- أميرة هاني بدور رشيدة
- كريم كوجاك بدور أحمد
- أحمد عبد المجيد (ممثل) أمجد التهامي
- ضياء عبد الخالق بدور دياب/هيما
- رانيا فريد شوقي بدور زينة بنت مصيلحي
- أحمد بدير بدور صفوت
- لمياء الأمير بدور صفية
- رامي وحيد بدور فراج
- نرمين ماهر بدور بسمة
- أحمد سلامة بدور حمدان ج4
- فايق عزب بدور مصيلحي
- عبير فاروق
- أحمد حلاوة بدور العمدة أبو سعيد

## قصة
يناقش المسلسل العديد من القضايا التي تهم المجتمع الصعيدي ويضيف أن الفنانة منه فضالي (هنية) تقدم دور صعيدية تتسم شخصيتها بالإنفعال والغضب والغيرة وتعيش قصة حب مع كريم كوجك (أحمد) وتتزوجه وتنجب منه ولدًا وتتذكر حبها الأول مع ضياء عبد الخالق (دياب) وهي في نفس الوقت ابنة العمدة أحمد حلاوة. وباختفاء زوج الفنانة عبلة كامل (نصره) يوسف تبدأ سلسلة مطاردات ابن العمدة دياب لإبنتها عليا هل ستنجح عبلة كامل في حماية إبنتها وهل سيرجع زوجها يوسف ويحاول دياب ذات مرة أن يخطف عليا ويتعدى عليها ولكن نصره لن تسكت وتخرج المسدس وتقوم بقتل دياب وتدخل بسبب ذلك السجن ويحدث لها العديد من المشاكسات داخل السجن فتقوم امرأة بحمايتها والمدافعة عنها ويحبها جميع المساجين بعد ذلك وتقوم بتلقي خبر مفرح داخل السجن وهو نجاح إبنتها عليا ودخلوها كلية الحقوق وتقوم المحكمة بتبرأتها من تهمتها وتخرج من السجن ولكن خافت على إبنها حسن من غدر عمدة بلدهم بسبب الثأر فتذهب إلى الشرطة وتطلب منهم أن يشاركوا في تقديم كفن ولدها حسن وجده ويوفقوا لكن العمدة يقبل إستلام الكفن ولكن الحقد لم يفارق قلبه لقتل إبنها حسن وما كادت تفرح حتى أفزعها نجاتي الذي شهد يوسف لصالحه بالسجن بأن العمدة لا يفي بعهده ويبرهن لها على ذلك عندما أمر أحد رجاله بحرق سيارة صاحبها فتخاف على إبنها حسن وتقوم بنقله إلى الإسكندرية عند أقاربها من الشعابنه وتُعَيّن نجاتي حارسًا له وسواق خاص به خوفًا من غدر النائب العام (العمدة) وتمر الأيام ويقوم حسن بالتخرج من الثانوية ويلتحق بكلية الطب ويُكَون قصة حب مع زميلته من كلية تجارة ويقوم بالتخرج وخطبتها وينوي على الزواج منها فيحدث ما كانت تخاف منه نصره حيث يقوم العمدة صفوان بتأجير سيوفي الذي مَلَّكه الجزيرة لقتل حسن فيقوم بقتله وهو في طريقة إلى أول مرة إلى المستشفى ولم يستطع نجاتي الدفاع عنه ويصاب حسن بطلق ناري في القلب ونجاتي يصاب في ذراعه الأيسر ويموت حسن وسط كثير من الأحزان عليه وتقع أمه نصره مغمية عليها من أثر الصدمة وتذهب إلى المستشفى وسط إحتفال بيت العمدة بقتل حسن ويقوم أهله بدفنه في بلده وبعد أن تستفيق عبلة كامل من غيبوبتها قامت بالذهاب إلى بيت العمدة وقالت لهم أنها لا ترمي باللوم عليهم على قتل إبنها حسن وأن ينهوا الصراع بينهم وألا يتعرضوا لها مرة أخرى ويوعدها بذلك وتخرج من بيته وهي مستسلمة للظلم ومكسورة الجناح ولكن العمدة لم يصدق مافعلته ولم يدخل عليه إنكسارها أمامه وتذهب إلى قبر حسن لقرآة الفاتحة له وتذهب مودعة له ويظهر بعد ذلك زوجها يوسف وهو ملثم ويقوم بخلع اللثام وهو يبكي بكاء شديد على فقدان إبنه حسن ولكنه لم يُرِ نفسه إلى نصره زوجته